# Coulee City (Washington)
Ne doit pas être confondu avec Coulee Dam.
Coulee City est une ville du Comté de Grant dans l'État de Washington située à la limite sud du Lac Banks.
Elle a été incorporée officiellement en 1907.
Elle doit son nom à Grand Coulee, ancien lit du fleuve Columbia.
Sa population était de 562 habitants en 2010.